# Troglodyte à poitrine grise
Henicorhina leucophrys
Espèce
Statut de conservation UICN

 LC  : Préoccupation mineure
Le Troglodyte à poitrine grise (Henicorhina leucophrys) est une espèce d'oiseau de la famille des Troglodytidae.
Cet oiseau peuple les régions montagneuses du Mexique, d'Amérique centrale et la partie nord des Andes.